# La Danse (Matisse)
La Danse  (“a dança”, em tradução literal do francês) pode se referir a duas pinturas de mesmo nome feitas por Henri Matisse entre 1909 e 1910. A primeira delas, que atuamente se encontra no Museu de Arte Moderna de Nova York, serviu de estudo para a segunda versão. Esta, por sua vez, está no Museu Hermitage, em São Petersburgo, na Rússia.

## La Danse (I)
Em 1909, Matisse pintou uma versão preliminar daquele que se tornaria um dos seus mais emblemáticos trabalhos. Com cores pálidas e menos detalhes do que a versão "finalizada", a primeira versão de La Danse  pode ser considerada um estudo composicional da segunda .
Para pintar a obra, Matisse utilizou a técnica óleo sobre tela, em um painel de 259 cm de altura por 390 cm de largura. A pintura chegou ao MoMa, graças a Nelson A. Rockefeller, que a doou ao museu em homenagem ao historiador da arte Alfred H. Barr Jr.

## La Danse

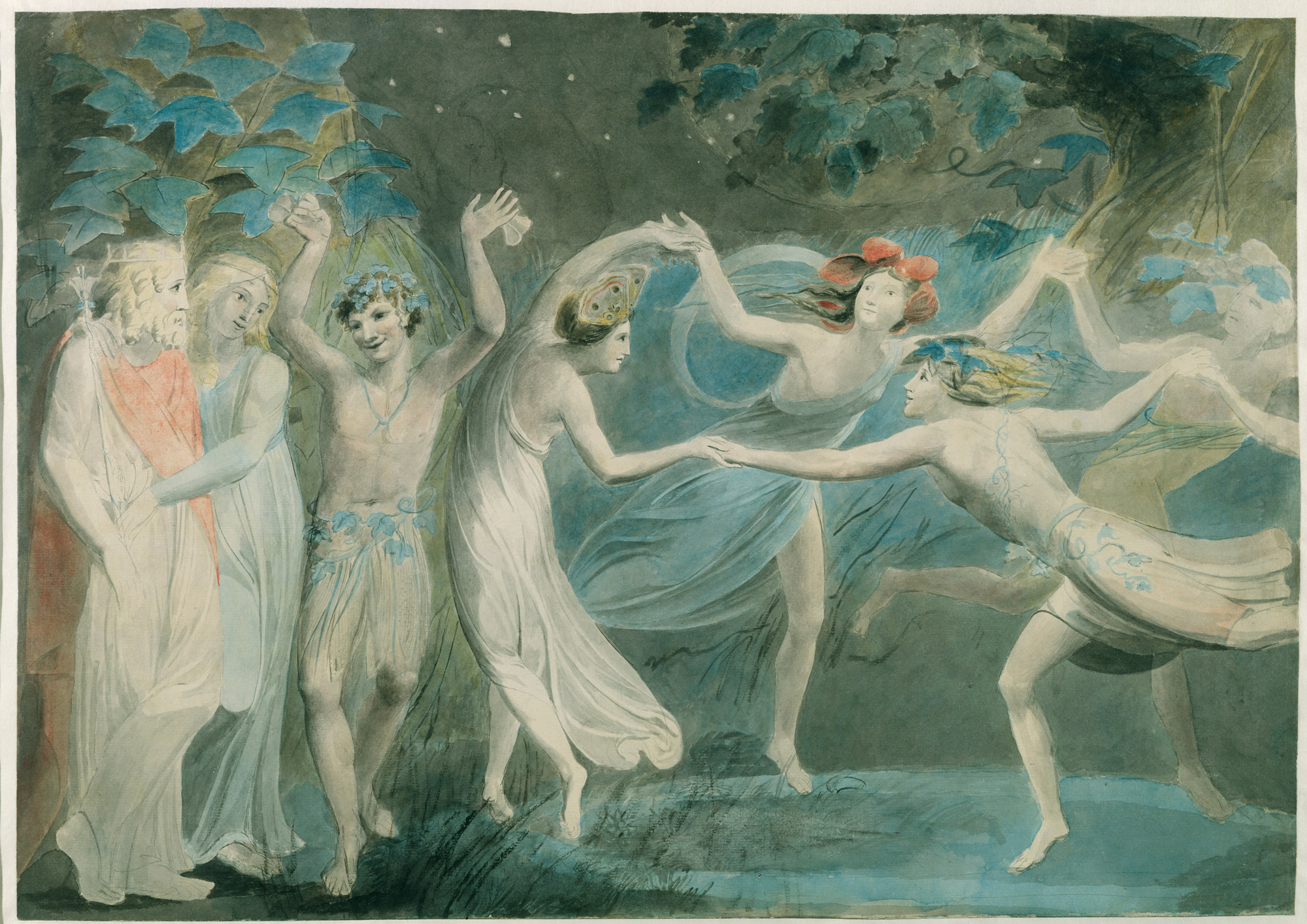
Sonho de uma Noite de Verão, de William Shakespeare.

La Danse (II) é um painel decorativo, pintado em conjunto com A Música (1910), para o colecionador de arte russo Sergei Schukin, com quem Matisse construiu longa parceria. As obras foram penduradas lado a lado na escadaria (um local de prestígio) da mansão de Schukin, em Moscou. Oriundo de uma abastada família de comerciantes, Schukin desfrutava de reconhecimento dentro do círculo cultural moscovita por ter adicionado trabalhos como os de Claude Monet, Edgard Degas, Auguste Renoir, Camille Pissarro, Paul Cézanne e Paul Gauguin à coleção particular dele.
Em uma carta datada de 31 de março de 1909, ele escreveu ao pintor francês: “O grupo de La Danse me parece tão nobre que tomei a decisão de desafiar o senso comum burguês e expor os nus na escadaria. Também precisarei de um painel sobre música porque frequentemente abro a minha casa para concertos. Todo inverno são cerca de dez apresentações de música clássica. Portanto, um painel sobre música deve sugerir uma atmosfera caseira.” 

## Composição estética
La Danse (II) apresenta cinco bailarinos de peles avermelhadas unidos pelas mãos em uma ciranda. Os corpos deles se contorcem sobre uma campina verde, em uma dança circular. Devido ao aspecto retorcido da anatomia de cada personagem, alguns passam a impressão de flutuarem em direção ao fundo azul, que se projeta tanto em direção às figuras representadas, quanto ao campo esverdeado sobre o qual elas dançam.
De acordo com Matisse, a obra é sustentada por três alicerces estéticos: “O primeiro elemento da construção foi o ritmo. O segundo, a vasta superfície azul (alusão ao Mediterrâneo nos meses de agosto). O terceiro foi o verde-escuro (dos pinheiros contra o céu azul). Partindo desses elementos, os personagens poderiam ser vermelhos para obter uma concordância luminosa.” 
A textura plana das figuras, assim como a paleta de cores, refletem o fascínio de Matisse pela arte primitivista. Essas características fizeram com que a pintura fosse duramente rechaçada pela crítica do Salão de Outono de 1910, rendendo à produção gráfica a alcunha de “cacofonia demoníaca”.
No entanto, apesar da repulsa com que foi recebido à época, o conjunto La danse é reconhecido atualmente como um dos principais trabalhos dentro da obra de Matisse e dentro do modernismo.

## La Danse(1932-33), afresco da Fundação Barnes
Há ainda uma terceira produção feita por Matisse que leva o mesmo nome dos trabalhos de 1909 e 1910. Esta obra, por sua vez, é um afresco de 385 cm por 465 cm, e está localizada na Fundação Barnes, na Filadélfia, nos Estados Unidos.
O afresco foi criado entre 1932 e 1933, a pedido do educador e colecionador de arte Albert C. Barnes. Entusiasta da arte e colecionador dos trabalhos do pintor francês, concordou em pagar um total de US$ 30 mil pelo mural.
A produção levou cerca de três anos para ser concluída. Para confeccioná-la, Matisse usou onze superfícies de papel colorido em escala natural, os quais ele deslocava constantemente como “as peças de um tabuleiro de xadrez”, modificando-os com o auxílio de uma tesoura, até que obtivesse o equilíbrio adequado.